# Groupe de la majorité présidentielle
Pour les articles homonymes, voir Majorité présidentielle.
Le groupe de la majorité présidentielle (souvent abrégé en GMP) est le groupe parlementaire de l'Assemblée nationale de Guinée constitué autour du parti au pouvoir RPG.
Il est constitué à la suite des élections législatives de septembre 2013[réf. nécessaire], qui lui donnent la majorité absolue des sièges.

## Composition
Le groupe de la majorité présidentielle se compose de 81 membres dont 79 du RPG AEC et 2 de l'UPR.
Elle compte 15 femmes dont deux vice-présidentes, une secrétaire et une à la questure chargée du matériel.
| Année | Parti | Nombre de députés | Pourcentage |
| ----- | ----- | ----------------- | ----------- |
| 2020  | RPG   | 79                | 67 %        |
| 2020  | UPR   | 2                 | 1,75 %      |

## Organisation

### Présidents

#### Liste des présidents de groupe successifs
| Période         | Période          | Identité             | Parti | Parti                                | Qualité |
| --------------- | ---------------- | -------------------- | ----- | ------------------------------------ | ------- |
| 14 janvier 2014 | 22 avril 2020    | Amadou Damaro Camara | RPG   | Député, élu de Nzérekoré (2013-2020) |         |
| 22 avril 2020   | 5 septembre 2021 | Aly Kaba             | RPG   | Député, élu de Kouroussa (2020-2021) |         |

## Membres

### Membres actuels

#### Liste des membres
Liste des membres du groupe MP, du 22 avril 2020
- Amadou Damaro Camara, Président de l’Assemblée nationale
- Aïssatou Bobo Baldé,  1ere Vice-présidente de l’Assemblée nationale
- Dr Fodé Soumah, 2ème Vice-présidente de l’Assemblée nationale
- Hadja Diakagbè Kaba, 3ème Vice-présidente de l’Assemblée nationale (Uninominal de Kankan)
- Domani Doré, 1ère Secrétaire parlementaire
- Bakary Diakité, 2ème Secrétaire parlementaire
- Souleymane Kéita, 3ème Secrétaire parlementaire
- Nestor Kambadouno, 4ème Secrétaire parlementaire
- Michel Kamano, 1er questeur
- Zeinab Camara, 2ème questeur (Uninominal de Boffa)
- Aly Kaba, Président du Groupe parlementaire du RPG/AEC
- Claude Kory Kondiano ;
- Mohamed Kéita ;
- Alseny Kolia Sylla ;
- Abdoulaye Kaba ;
- Eva Kross ;
- Mandian Neiba Condé ;
- Balla Camara ;
- Sékou Souaré ;
- Lounceny Fofana ;
- Ibrahima Sory Traoré ;
- Bandian Oularé ;
- Facély Camara ;
- Kaka Sékou Camara ;
- Mamadou Diawara  (Yaourt) ;
- Dr Sory Sow ;
- Mamadou Habib Balde ;
- Mamady Sidimé ;
- Daouda Sidibé ;
- Hawa Sylla ;
- Amara Kadiani Coumbassa ;
- Seydouba Maciré Camara ;
- Aminata Diallo ;
- Mamady Kandé ;
- Togba Zogbélémou ;
- Aïssatou Bobo Baldé ;
- Dr Momo Camara ;
- Mohamed Tounkara ;
- Makanéra Kaké ;
- Souleymane Bah Fisher ;
- Mansa Samaoro ;
- Togba Jean Kolié ;
- Djènè Saran Camara ;
- Ramatoulaye Labo Diallo ;
- Moussa Bangoura
- Mamadou Bobo Diallo ; (Uninominal de Boké)
- Mohamed Gassim Bangoura ; (Uninominal de Fria).
- Fafa M'bira Manè ; (Uninominal de Gaoual)
- Meta Traoré ; (Uninominal de Koundara)
- Oumar Sidibé ; (Uninominal de Dixinn)
- Mohamed Diop ; (Uninominal de Kaloum)
- Sékou Minkaïlou Conté ; (Uninominal de Matam)
- Aboubacar Adama Sylla ; (Uninominal de Matoto)
- Hadja Aminata Sylla ; (Uninominal de Ratoma)
- Moustapha Diané ; (Uninominal de Dabola)
- Elhadj Baïla Ly ; (Uninominal de Dinguiraye)
- Abou Traoré ; (Uninominal de Faranah)
- Marie Madeleine Kamano ; ((Uninominal de Kissidougou)
- Lamine Condé ; (Uninominal de Kérouané)
- Amara Traoré ; (Uninominal de Mandiana)
- Cheik Fantamady Camara ; (Uninominal de Siguiri)
- Abdoulaye Bernard Kéita ; (Uninominal de Coyah)
- Fodé Abass Cissé ; (Uninominal de Dubréka)
- Souleymane Touré ; (Uninominal de Forécariah)
- Mohamed Dorval Doumbouya ; (Uninominal de Kindia)
- El Hadj Ibrahima Diallo (Uninominal de Télimélé)
- Ibrahima Diallo ; (Uninominal de Koubia)
- Thierno Aliou Mosquée Diallo ; (Uninominal de Labé)
- Mamadou Dian I Camara ; (Uninominal de Lélouma)
- Mamadou Saliou Kanté ; (Uninominal de Mali)
- Mamadou Saliou Baldé ; (Uninominal de Tougué)
- Abdoul Aziz Diallo ; (Uninominal de Dalaba)
- Fatoumata Diallo ; (Uninominal de Mamou)
- Samouka Bérété ; (Uninominal de Beyla)
- Antoine Kadouno ; (Uninominal de Gueckédou)
- Togba Traoré ; (Uninominal de Lola)
- Marie Kenneth Guilavogui ; (Uninominal de Macenta)
- Zoupé Zogbélémou ; (Uninominal de N’Zérékoré)
- Mathieu Kpogomou, élu au scrutin uninominal de Yomou
- Elhadj Moustapha Kaba de l’UPR
- Elhadj Mamadou Dian Barry de l’UPR

### Anciens membres
- Lounceny Fofana, 2e Vice-Président de l’Assemblée nationale (décédé le 3 mai 2020)
- Djalikatou Diallo, 1re Vice-Présidente de l’Assemblée nationale

#### Membres du gouvernement
Cinq personnalités du RPG Arc-En-Ciel étant membres du gouvernement Kassory (depuis le 26 mai 2018) :
- Tibou Camara (?-), élu de Dinguiraye, Ministre d'État Ministre à la Présidence, conseiller spécial du président de la République, Ministre de l'Industrie et des Petites et moyennes entreprises ;
- Mouctar Diallo (?-), élu député uninominal de Pita, Ministre de la Jeunesse et de l'Emploi jeune ;
- Thierno Ousmane Diallo (1950), élu de Lelouma, Ministre d'État, Ministre du Tourisme, de l'Hôtellerie et de l'Artisanat ;
- Sanoussy Bantama Sow (?-), élu de Mamou, Ministre des Sports, de la Culture et du Patrimoine historique ;
- Aboubacar Sylla (?-), élu de la liste nationale, porte-parole du gouvernement, Ministre d'État, Ministre des transports ;

### Membres du bureau de l’Assemblée nationale
sur les 17 membres 11 sont du groupe de la majorité présidentielle dont :
- Amadou Damaro Camara, président de l'Assemblée nationale ;
- Aly Kaba, Président du Groupe de la majorité présidentielle
- Dr Djalikatou Diallo, première Vice-présidente ;
- Loucény Fofana, deuxième Vice-président (Décédé le 3 mai 2020)
- Hadja Djakagbè Kaba, 3ème Vice-président
- Domani Doré, 1ère secrétaire parlementaire
- Bakary Diakité, 2ème secrétaire parlementaire
- Souleymane Kéïta, 3ème secrétaire parlementaire
- Nestor Kagbadouno, 4ère secrétaire parlementaire
- Michel Kamano, 1er Questeur chargé des finances
- Zeinab Camara, 2ème Questeur chargé du matériel